# Maddan
Maddan è un leggendario re britannico ricordato da Goffredo di Monmouth. Era figlio di re Locrino e della regina Gwendolen.
Appena nato, il padre lo mandò presso il nonno materno, Corineo di Cornovaglia. Dopo la morte di quest'ultimo, Locrino ripudiò la moglie, che, tornata in Cornovaglia, mise insieme un esercito, con il quale sconfisse in battaglia Locrino. La donna regnò per 15 anni, dopodiché abdicò in favore di Maddan. Costui si sposò e divenne padre di Mempricio e Malin. Regnò pacificamente per 40 anni. Dopo la sua morte, però, tra i figli scoppiò la guerra civile.
Goffredo sincronizza il regno di Maddan con quello di Enea Silvio, e con le vite di Samuele e Omero.